# HaKokhav HaBa
A HaKokhav HaBa (angolul: Rising Star, héberül: הכוכב הבא) egy izraeli zenei tehetségkutató műsor, amely a Keshet 12 csatornáján látható 2017. január 2-ától. A műsor 2014. szeptember 12-től 2016. március 3-ig a Channel 2-n közvetítették, amely 2017. november 1-én szűnt meg, belőle születtek a Keshet 12 és Keshet 13 nevű adók.
A műsor nagy mértékben épít a modern technológiákra és a világhálós közösségekre. A formátum különlegessége, a többi tehetségkutatóval szemben, hogy minden televíziónéző egy okostelefonra fejlesztett ingyenes alkalmazáson keresztül szavazhat az énekesekre. A versenyzők egy LED-fal mögött énekelnek, ami csak akkor emelkedik fel, ha a produkciójuk elér egy bizonyos százalékot.
2015 óta ezzel a műsorral választják ki Izrael eurovíziós indulóját, és 2020-ban először nem csak az előadót, hanem dalt is választanak az ország részére.

## Szavazás
Minden énekes produkciója előtt az applikációban be kell jelentkezni a szavazáshoz. Ha a néző az előadás kezdetéig elmulasztja a belépést, arra az adott nem fog tudni szavazni, várnia kell a következő produkcióra. A szavazás a során a nézőnek azt kell eldöntenie, hogy tetszik az éppen látott produkció vagy nem. Ha igen, akkor a kék nyilat kell jobbra csúsztatni, ha nem, akkor a piros nyilat balra. A szavazaton később már nem lehet változtatni. Az igennel szavazó nézők profilképe véletlenszerűen megjelenik az énekes előtt a LED-falon, aki így láthatja a támogatóit. Közben a stúdióban helyet foglaló, négytagú zsűri is voksol, egy-egy zsűritag igen szavazata 7%-ot ér a versenyzőnek, és az ő arcképe is megjelenik a falon. Azonban, ha az egyik zsűritag nemmel szavaz, azt csak egy hangeffekt jelzi. A szavazás állását a nézők folyamatosan láthatják a képernyő bal oldalán megjelenő számlálón. A beérkező nézői szavazatokat valós időben összeszámolják, és azokat a zsűri szavazataival összesítve dől el, hogy a versenyző előtt felemelkedik-e a fal vagy sem, azaz továbbjut-e, vagy kiesik.

## Évadok
| Évadok            | Kezdet               | Finálé               | Győztes        | 2. helyezett                    | 3. helyezett             | Műsorvezető(k)          | Zsűri                                                                              |
| ----------------- | -------------------- | -------------------- | -------------- | ------------------------------- | ------------------------ | ----------------------- | ---------------------------------------------------------------------------------- |
| Első évad         | 2013. szeptember 17. | 2013. december 25.   | Evyatar Korkus | Arye & Gil Gat                  | Tina Ibagrimov           | Assi Azar Esti Ginzburg | Rita Jahanforuz Zvika Hadar Rani Rahav Eyal Golan (félidőig) Muki (félidőtől)      |
| Második évad      | 2014. december 9.    | 2015. február 17.    | Nadav Guedj    | Iky Levy & The Rasta Hebrew Men | Sari Nachmias            | Assi Azar Rotem Sela    | Asaf Atedgi Muki Keren Peles Harel Skaat                                           |
| Harmadik évad     | 2015. december 5.    | 2016. március 3.     | Hovi Star      | Nofar Salman                    | Ella Daniel              | Assi Azar Rotem Sela    | Asaf Atedgi Muki Keren Peles Harel Skaat                                           |
| Negyedik évad     | 2017. január 2.      | 2017. február 13.    | Imri Ziv       | Diana Golbi                     | Julieta                  | Assi Azar Rotem Sela    | Keren Peles Harel Skaat Assaf Amdursky Static & Ben-El Tavori                      |
| Ötödik évad       | 2017. október 29.    | 2018. február 23.    | Netta          | Jonathan Mergui                 | Riki Ben Ari             | Assi Azar Rotem Sela    | Keren Peles Harel Skaat Assaf Amdursky Static & Ben-El Tavori                      |
| Hatodik évad      | 2018. november 24.   | 2019. február 12.    | Kobi Marimi    | Shefita                         | Keteryah                 | Assi Azar Rotem Sela    | Asaf Amdursky Keren Peles Siri Májmon Harel Skaat Static & Ben-El Tavori           |
| Hetedik évad      | 2019. november 20.   | 2020. február 4.     | Eden Alene     | Ella-Lee Lahav                  | Orr Amrami-Brockman      | Assi Azar Rotem Sela    | Asaf Amdursky Itay Levy Keren Peles Siri Májmon Static & Ben-El Tavori             |
| Nyolcadik évad    | 2021. június 1.      | 2021. szeptember 1.  | Tamir Grinberg | Valerie Hamaty                  | Matan Levi               | Assi Azar Rotem Sela    | Asaf Amdursky Itay Levy Keren Peles Ninet Tayeb Siri Májmon Static & Ben-El Tavori |
| Kilencedik évad   | 2022. július 18.     | 2022. szeptember 20. | Eliav Zohar    | Nofia Yedidia                   | Meitav Sherman           | Assi Azar Rotem Sela    | Asaf Amdursky Itay Levy Keren Peles Ninet Tayeb Siri Májmon Ran Danker             |
| Tizedik évad      | 2023. november 20.   | 2024. február 6.     | Eden Golan     | Or Cohen                        | Mika Moshe               | Assi Azar Rotem Sela    | Asaf Amdursky Itay Levy Keren Peles Siri Májmon Ran Danker Eden Hason              |
| Tizenegyedik évad | 2024. november 10.   | 2025. január 22.     | Yuval Raphael  | Valerie Hamaty                  | Red Band & Moran Aharoni | Assi Azar Rotem Sela    | Asaf Amdursky Itay Levy Keren Peles Siri Májmon Ran Danker Eden Hason              |

### Külső hivatkozások
- Weboldal
- Facebook
- Instagram